# بوخهولتس (هایدکرایس)
بوخهولتس (به آلمانی: Buchholz) یک شهر در آلمان است که در هایدکرایس واقع شده‌است.